# Ekudden, Mariestad
Ekudden, näs i Vänern nordväst om stadskärnan i Mariestad. Här finns stadens campingplats, utomhusbassänger och det största strandbadet i stadens närhet. Vidare finns här fängelseannexet Rödjan och en församlingsgård tillhörig den lokala församlingen i Svenska Missionskyrkan.